# Красновское сельское поселение (Рязанская область)
Красно́вское се́льское поселе́ние — муниципальное образование в Михайловском районе Рязанской области.

## История
Границы сельского поселения определяются законом Рязанской области от 07.10.2004 N 86-ОЗ.

## Население
| 2010 | 2012 | 2013 | 2014 | 2015 | 2016 | 2017 |
| ---- | ---- | ---- | ---- | ---- | ---- | ---- |
| 383  | ↗384 | ↗398 | ↗425 | ↗438 | ↘433 | ↘423 |
| 2018 | 2019 | 2020 | 2021 |      |      |      |
| ↘413 | ↘408 | ↗414 | ↘405 |      |      |      |

## Состав сельского поселения
| № | Населённый пункт            | Тип населённого пункта       | Население |
| - | --------------------------- | ---------------------------- | --------- |
| 1 | Красная Горка               | посёлок                      | 10        |
| 2 | Красное                     | село, административный центр | ↘244      |
| 3 | Печерниковские Выселки      | село                         | ↘121      |
| 4 | Посёлок санатория «Красное» | посёлок                      | 2         |
| 5 | Шамово                      | деревня                      | 6         |

## Местное самоуправление
Глава муниципального образования: Пашаев Камалудин Магомедович (Дата избрания — 01.03.2009).